# Elymus farctus
Elymus farctus là một loài thực vật có hoa trong họ Hòa thảo. Loài này được (Viv.) Runemark ex Melderis mô tả khoa học đầu tiên năm 1978.

## Hình ảnh

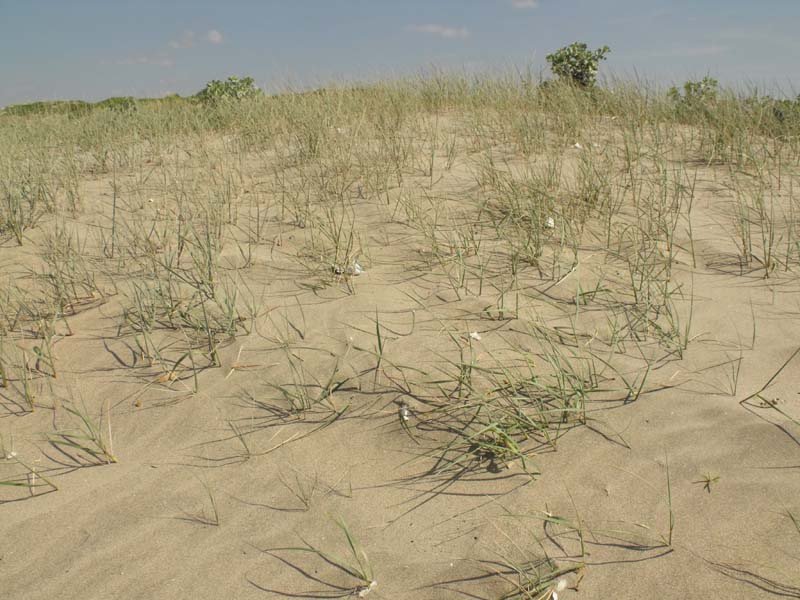
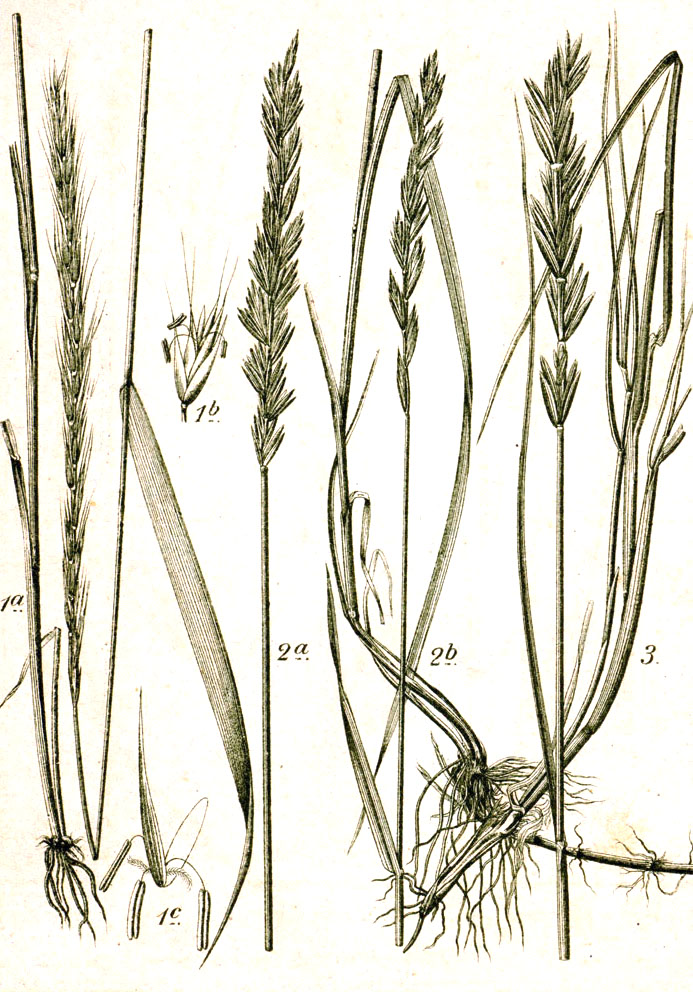
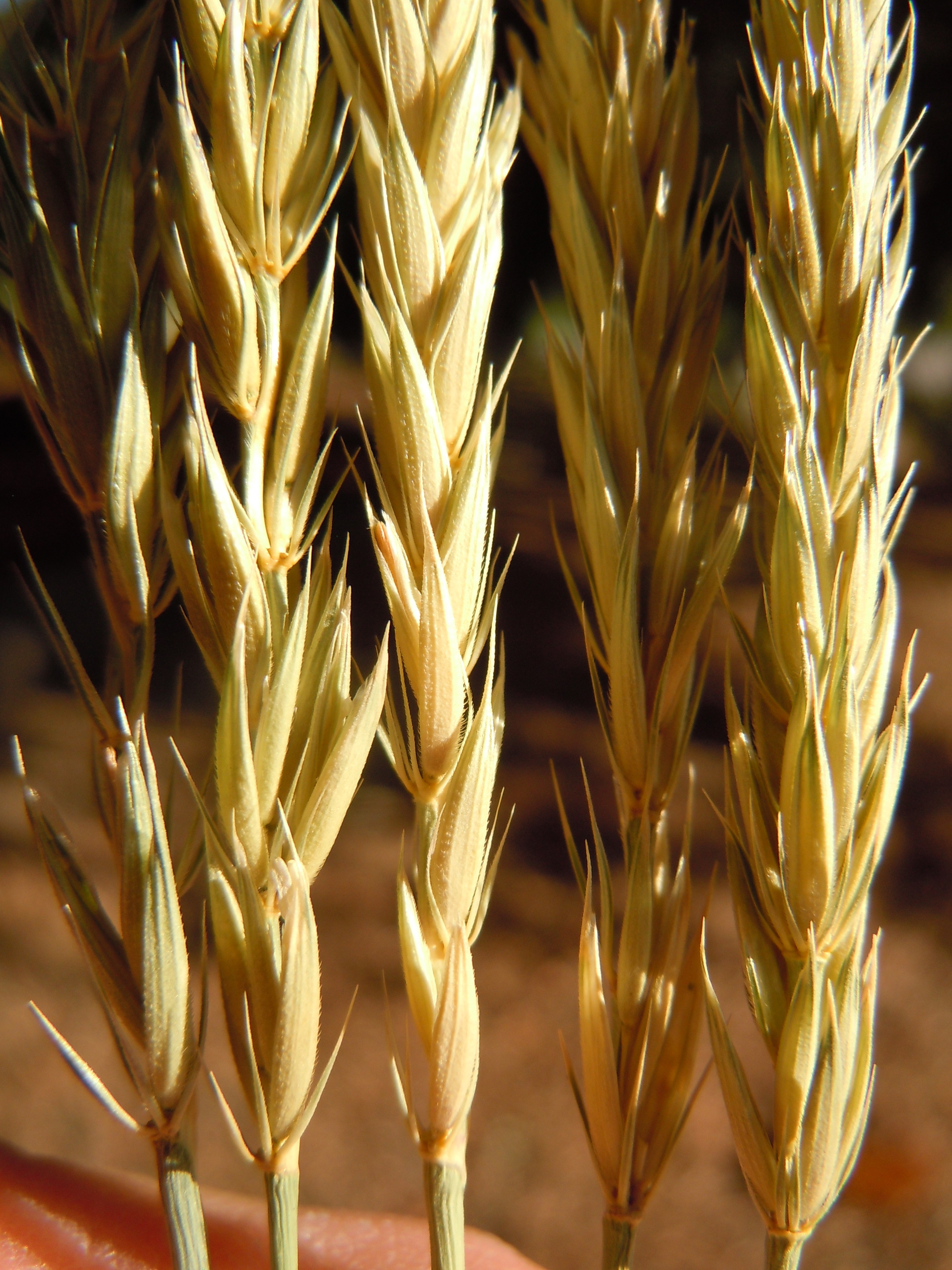
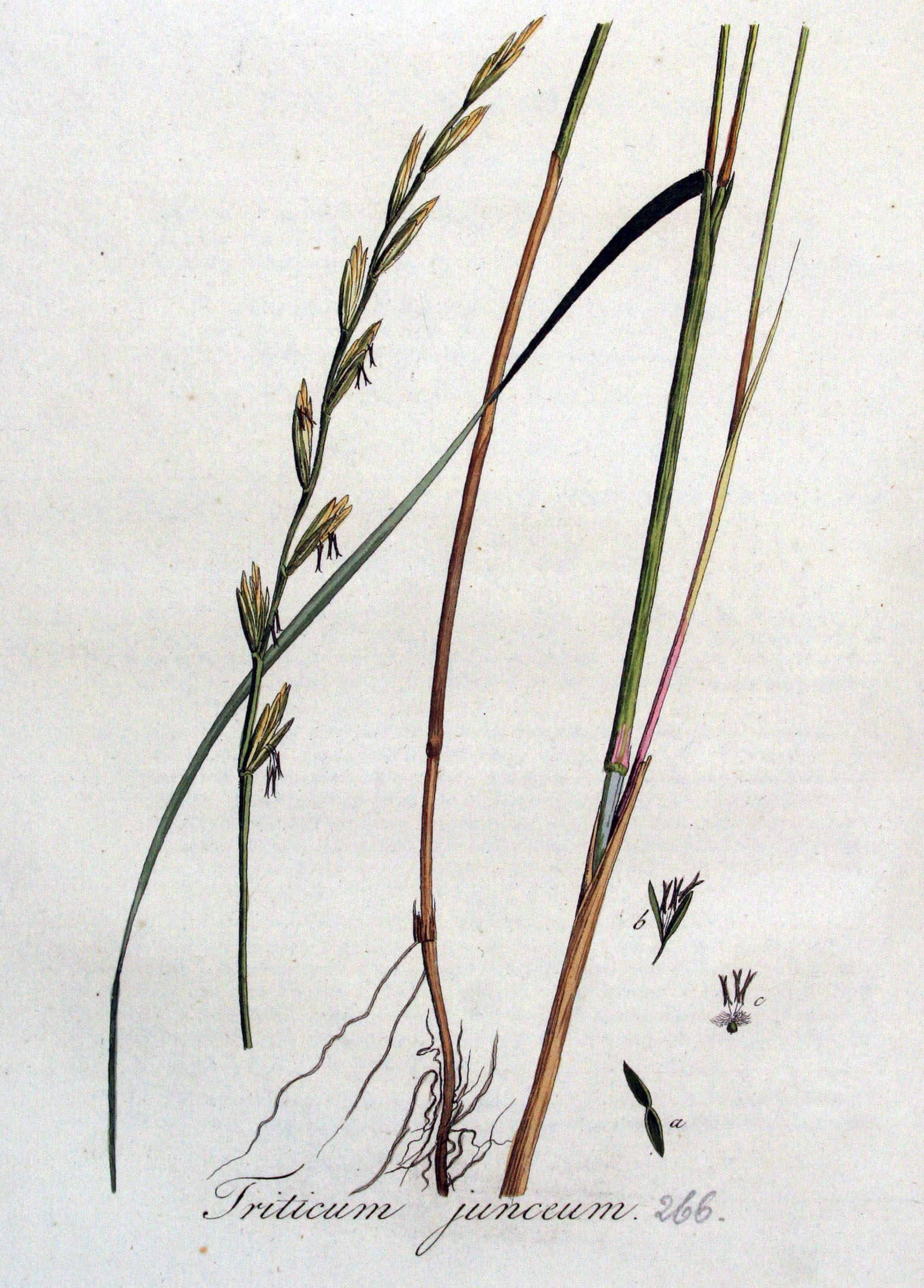